# Richard Hell & the Voidoids
Richard Hell & the Voidoids was een Amerikaanse punkrockband uit New York, geleid door Richard Hell, een voormalig lid van The Neon Boys, Television en The Heartbreakers.

## Bezetting
- Richard Hell (zang, bas)
- Robert Quine (gitaar, overleden 2004)
- Ivan Julian (gitaar)
- Marc Bell (Marky Ramone) (drums)
- Naux Maciel (gitaar)
- Frank Mauro (drums)

- Michael Allison (gitaar)
- Jody Harris (gitaar)
- Fred Maher (drums)
- Jerry Antonius (basgitaar)
- Jahn Xavier (basgitaar)
- Ted Horowitz (basgitaar)

- James Morrison (drums)
- Anton Fier (drums)
- Geoff Freeman (gitaar)
- Charles Wood (drums)
- Michael Paumgarten (gitaar)
- Sue Williams (basgitaar)

## Geschiedenis
De in Kentucky geboren Richard Meyers verhuisde naar New York nadat hij in 1966 de middelbare school had verlaten, in een streven om dichter te worden. Hij en zijn beste vriend Tom Miller van de middelbare school formeerden de rockband Neon Boys, die in 1973 Television werd. Het paar nam artiestennamen aan. Miller noemde zichzelf Verlaine naar Paul Verlaine, een Franse dichter die hij bewonderde, en Meyers werd Richard Hell omdat, zoals hij zei, het zijn toestand beschreef. De band was de eerste rockband die speelde in de club CBGB, die al snel een broedplaats werd voor het vroege punkrockcircuit in New York. Hell was actief aanwezig en droeg gescheurde kleding, bij elkaar gehouden met veiligheidsspelden en zijn haar was puntig, wat invloedrijk zou worden in punkmode in 1975. Na een mislukte managementovereenkomst met de New York Dolls, nam impresario Malcolm McLaren deze ideeën terug met hem naar Engeland en werden deze uiteindelijk opgenomen in het imago van de Sex Pistols.
Geschillen met Verlaine leidden tot het vertrek van Hell uit Television in 1975 en hij werd mede-oprichter van The Heartbreakers met de New York Dolls-gitarist Johnny Thunders. Hell bleef niet lang bij deze band en hij begon leden te werven voor een nieuwe band. Als gitaristen vond Hell Robert Quine en Ivan Julian. Quine had in een boekwinkel met Hell gewerkt en Julian reageerde op een advertentie in The Village Voice. Ze trokken drummer Marc Bell, later Marky Ramone van Wayne County & the Electric Chairs aan. De band heette de Voidoids naar een roman die Hell had geschreven. Muzikaal liet Hell zich inspireren door acts als Bob Dylan, The Rolling Stones, The Beatles, protopunkband The Stooges en collegaband Velvet Underground uit New York, een band met een reputatie van heroïne-aangedreven rock-'n-roll met poëtische teksten. Quine's bewondering voor de Velvet Underground bracht hem ertoe urenlang bootleg-opnamen van de band te maken tijdens de late jaren 1960. Hell putte ook uit - en coverde - garagerockbands zoals The Seeds en The Count Five die werden gevonden bij de Nuggets-compilatie van 1972. De muziek van de Voidoids werd ook gekenmerkt als artpunk.
Hell had het nummer Blank Generation geschreven toen hij nog bij Television was. Hij speelde het al sinds 1975 met de band, en later met The Heartbreakers. De Voidoids brachten in 1976 de 7" ep Blank Generation uit bij Ork Records, inclusief Blank Generation, Another World en You Gotta Lose. Op de cover stond een zwart-witte coverfoto, gemaakt door Hells voormalige vriendin Roberta Bayley, met een ontbloot bovenlijf met een open jeansrits. Het was een underground hit en de band tekende bij Sire Records voor zijn albumdebuut. Afgezien van de invloedrijke Quine, Julian en toekomstige Ramone Marc Bell, omvatte de band op verschillende momenten Naux Maciel, Michael Allison, Jahn Xavier, voormalig Contortions en Raybeats-gitarist Jody Harris en Golden Palominos-leider Anton Fier.

## Nalatenschap
De Voidoids worden beschouwd als pionier in de punk look, die later ook populair werden in het Verenigd Koninkrijk via de Sex Pistols. De frontman van Sex Pistols, John Lydon/Johnny Rotten, betwisten de invloed van Voidoids op het verschijnen van de Britse punk.

## Discografie

### Studioalbums
- 1977: Blank Generation (Sire Records)
- 1982: Destiny Street (Red Star Records)

### Singles en ep's
- 1976: Another World ep (Ork Records)
- 1977: Blank Generation 7" single (Sire Records)
- 1977: The Blank Generation 12" ep (Sire Records)
- 1978: The Kid with the Replaceable Head 7" single (Radar Records)

### Livealbums
- 1989: Funhunt: Live at CBGB's & Max's 1978 and 1979 (ROIR)
- 2008: Gone to Hell (Vinyl Japan)

### Compilaties
- 2009: Destiny Street Repaired (Insound)

## Filmografie
- 1980: Blank Generation